# Gunnera tajumbina
Gunnera tajumbina är en gunneraväxtart som beskrevs av L.E. Mora-osejo. Gunnera tajumbina ingår i släktet gunneror, och familjen gunneraväxter. Inga underarter finns listade.